# Jiří Likeš
Jiří Likeš (15. listopadu 1929 Květinov – 25. listopadu 1994 Havlíčkův Brod) byl český statistik, zabýval se rovněž teorií pravděpodobnosti. Byl prvním děkanem Fakulty informatiky a statistiky na Vysoké škole ekonomické v Praze.

## Biografie
Svoji kariéru spojil s Vysokou školou ekonomickou v Praze, kde působil od roku 1961. Roku 1969 habilitoval, profesorem statistiky byl jmenován roku 1990 a v roce 1991 získal vědecký titul DrSc.
Výraznou měrou se zasloužil o vznik Fakulty informatiky a statistiky Vysoké školy ekonomické v roce 1991. Zároveň byl jejím prvním děkanem na funkční období 1991-1994, byl zvolen i pro druhé funkční období 1994-1997, avšak v listopadu 1994 umírá.
Za tyto zásluhy byla na jeho počest tzv. Stará aula Vysoké školy ekonomické v Praze pojmenována v roce 2008 jako Likešova aula a byla zde odhalena jeho pamětní deska.

## Dílo
Kromě řady vědeckých článků sepsal velmi originální učebnice spolu s Josefem Machkem:
- Počet pravděpodobnosti. Praha: Nakladatelství technické literatury, 1981.
- Matematická statistika. Praha: Nakladatelství technické literatury, 1983.